# IF Tunabro
IF Tunabro är en idrottsförening i Borlänge som bildades 1960 som i dag sysslar enbart med fotboll. Mellan åren 1961 och 1980 hade man även ett ishockeylag som bland annat spelade i Sveriges högsta serie. Ishockeylaget ingår i dag i Borlänge Hockey. Laget som låg i Division I början av 1970-talet innehöll profiler som Anders Kallur, Roland Eriksson, Göran Högosta och Christer Englund.
Idag är Tunabro Borlänges största fotbollsklubb med 1 330 medlemmar. A-laget spelar i division 4.